# 関田美智子
関田 美智子（せきた みちこ、1939年（昭和14年）5月10日 - 1976年（昭和51年）5月3日）は、日本の登山家である。

## 経歴・人物
東京に生まれ、東京学芸大学に入学する。在学中の1958年（昭和33年）には同大学内のクラブであった女子学生で結成した「凌雪会」の創設にあたり、登山を始めた。卒業後は東京都立心身障害者福祉センターに勤務し、その傍らで鹿島槍ヶ岳荒沢奥壁や穂高岳滝谷、谷川岳一ノ倉沢衝立岩等を登山する。
1972年（昭和47年）にはアラスカにあるマッキンリー（現在の呼称はデナリ）の南壁に女性登山隊のリーダーとして登山し、1974年（昭和49年）には日本マナスル女性登山隊の一員となった。1976年（昭和51年）に再度穂高岳を登山するがその途中で滑落死した。

## 著書
- 『飛翔』- 死去後の1977年（昭和52年）に刊行。